# ورزشگاه هاروارد
ورزشگاه هاروارد (به انگلیسی: Harvard Stadium) با ظرفیت ۳۰٬۳۲۳ نفر در شهر بوستون ایالت ماساچوست واقع شده‌است. این ورزشگاه در تاریخ ۱۹۰۳ تأسیس شد و دارای زمین چمن مصنوعی می‌باشد.

## نگارخانه

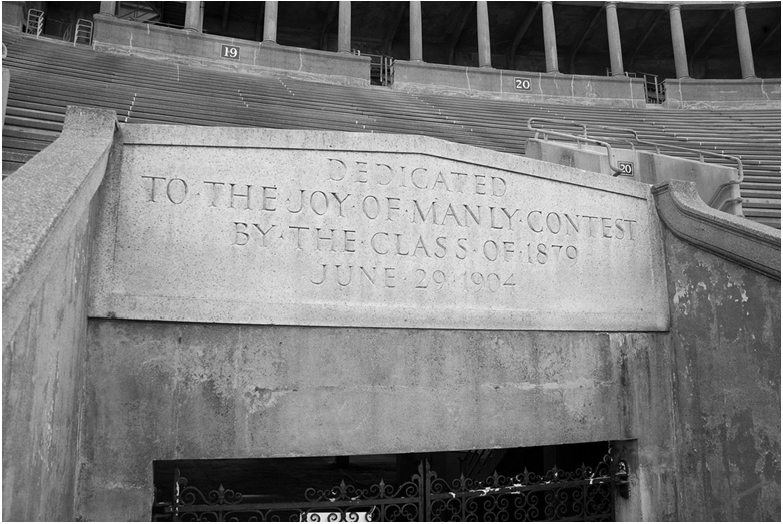
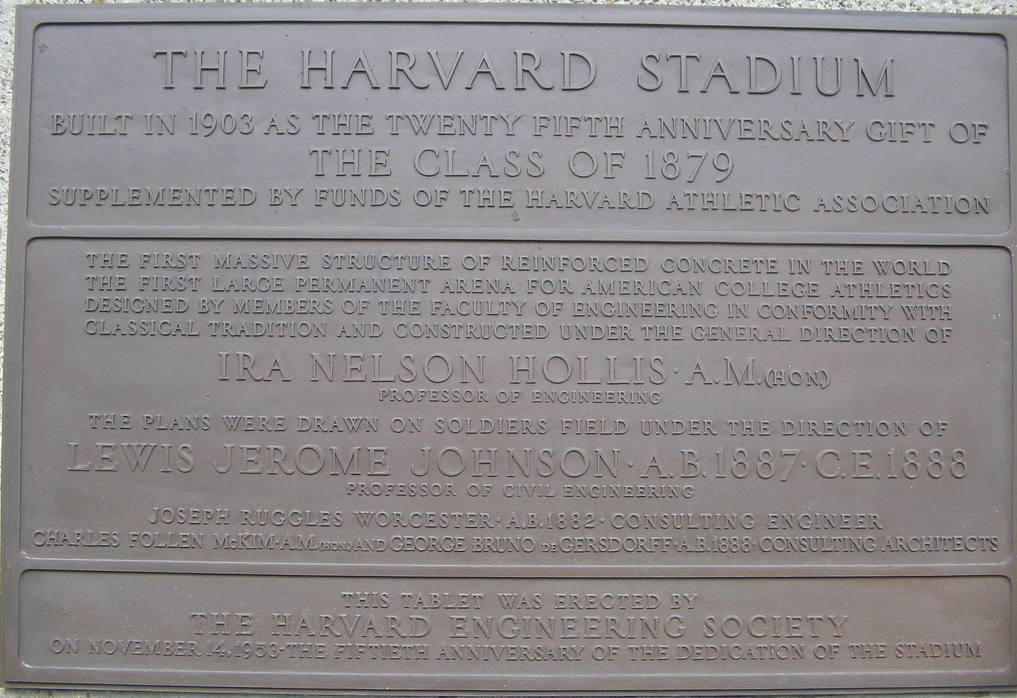
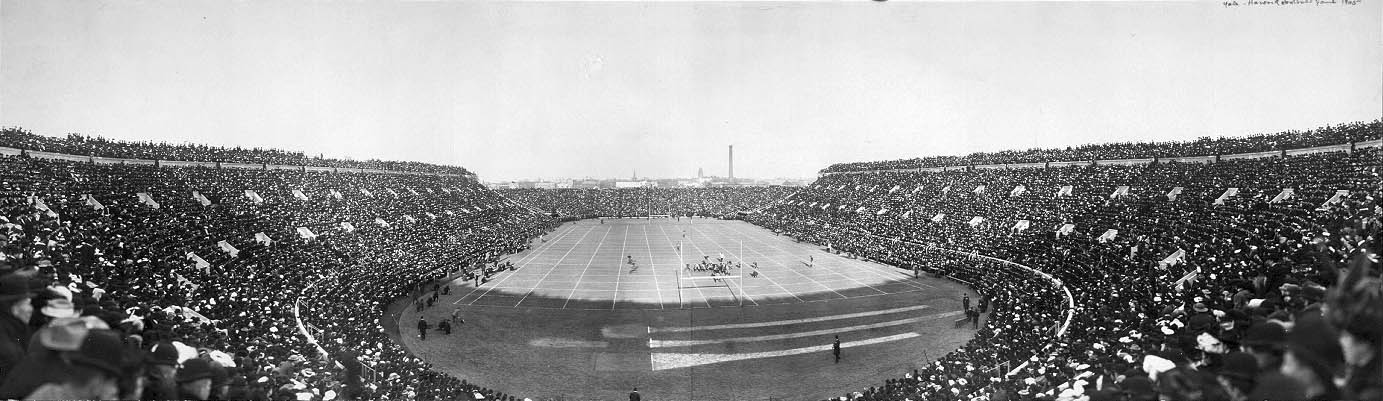
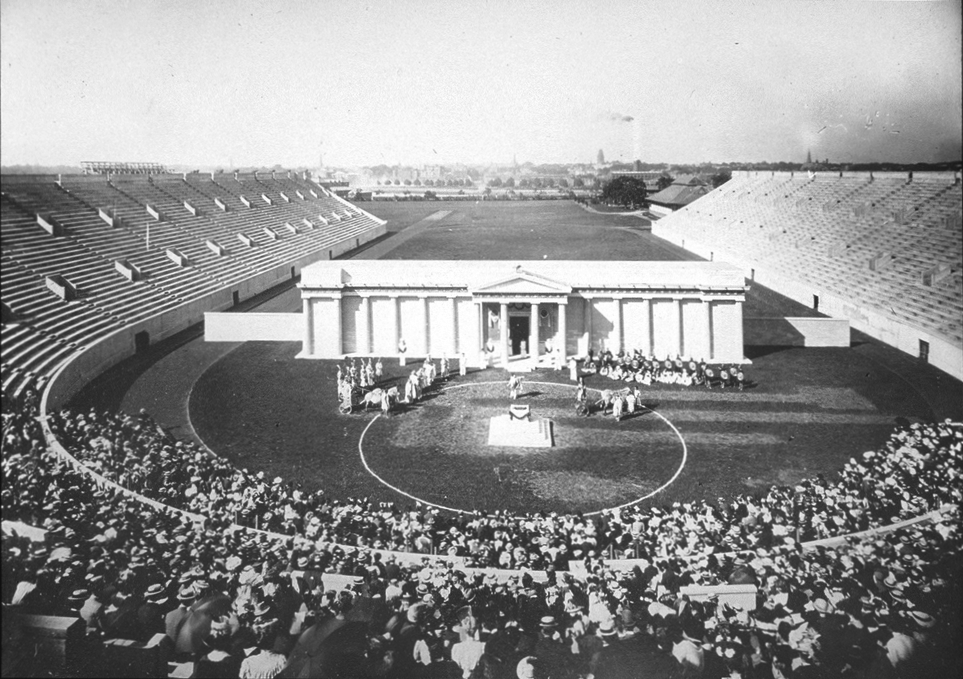
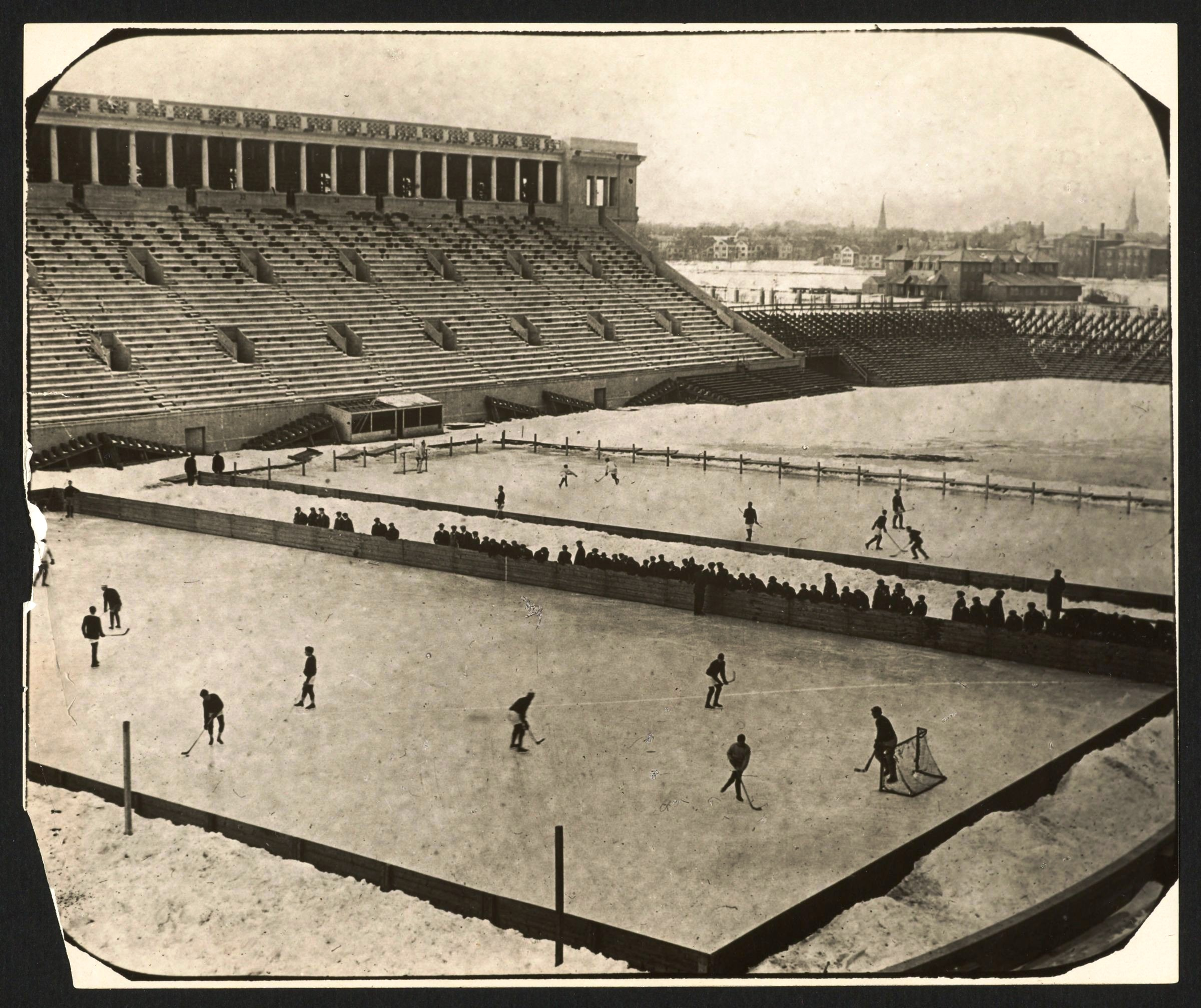